# (860) Ursina
Pour les articles homonymes, voir Ursina.
(860) Ursina est un astéroïde de la ceinture principale découvert le 22 janvier 1917 par l'astronome allemand Max Wolf.
Sa désignation provisoire était 1917 BD.